# Ginástica nos Jogos Asiáticos de 1990
A ginástica nos Jogos Asiáticos de 1990 teve sua edição realizada na cidade de Pequim, na China, com as disputas da ginástica artística masculina e feminina.

## Eventos
- Individual geral masculino
- Equipes masculino
- Solo masculino
- Barra fixa
- Barras paralelas
- Cavalo com alças
- Argolas
- Salto sobre a mesa masculino
- Individual geral feminino
- Equipes feminino
- Trave
- Solo feminino
- Barras assimétricas
- Salto sobre a mesa feminino

## Medalhistas
| Evento              | Ouro                             | Prata                             | Bronze                 |
| Masculino           |                                  |                                   |                        |
| Equipes             | CHN                              | JPN                               | KOR                    |
| Individual geral    | CHN Li Jing                      | CHN Guo Linyue                    | CHN Li Xiaoshuang      |
| Solo                | CHN Li Xiaoshuang                | CHN Li Chunyang                   | KOR Sin Myong-Su       |
| Cavalo com alças    | CHN Guo Linyue                   | CHN Li Jing                       | PRK Pae Gil-Su         |
| Argolas             | CHN Li Ke                        | CHN Li Chunyang                   | JPN Masayuki Matsunaga |
| Salto sobre a mesa  | JPN Li Jing                      | KOR Lee Joo-Hyung                 | THA Chang Fengchih     |
| Barras paralelas    | CHN Guo Linyue KOR Lee Joo-Hyung | nenhum                            | CHN Li Jing            |
| Barra fixa          | PRK Pae Gil-Su                   | JPN Yukio Iketani                 | JPN Yoshiaki Hatakeda  |
| Feminino            |                                  |                                   |                        |
| Equipes             | CHN                              | PRK                               | KOR                    |
| Individual geral    | CHN Chen Cuitung                 | CHN Li Yifang                     | PRK Kim Gwang Suk      |
| Salto sobre a mesa  | JPN Kyoko Seo                    | CHN Chen Cuitung                  | KOR Park Ji-Sook       |
| Barras assimétricas | CHN Fan Di                       | PRK Kim Gwang Suk CHN Li Li       | nenhum                 |
| Trave               | KOR Lee Chun-Mi                  | CHN Li Yifang                     | CHN Yang Bo            |
| Solo                | CHN Chen Cuitung                 | KOR Lee Hee-Kyung JPN Mari Kosuge | nenhum                 |

## Quadro de medalhas
| Ordem | País            | Medalha de ouro | Medalha de prata | Medalha de bronze |    |
| ----- | --------------- | --------------- | ---------------- | ----------------- | -- |
| 1     | China           | 10              | 8                | 3                 | 21 |
| 2     | Japão           | 2               | 3                | 2                 | 7  |
| 3     | Coreia do Sul   | 2               | 2                | 4                 | 8  |
| 4     | Coreia do Norte | 1               | 2                | 2                 | 5  |
| 5     | Tailândia       |                 |                  | 1                 | 1  |
| TOTAL | TOTAL           | 15              | 15               | 12                | 42 |